# 奥野克巳
奥野 克巳（おくの かつみ、1962年 - ）は、日本の文化人類学者。主に東南アジアをフィールドとする。立教大学異文化コミュニケーション学部教授。

## 経歴
1998年に「災いの説明と災いへの対処 ― ボルネオ島カリス社会における精霊、毒薬、邪術 ―」により、一橋大学から博士（社会学）の学位を取得した。
1999年に桜美林大学国際学部専任講師となり、2002年に助教授に昇任し、以降、同大学リベラルアーツ学群准教授、教授を経て、2008年に人文学系教授となった。授業では、新宿歌舞伎町でのフィールドワークや昆虫食、模擬葬儀などユニークな実践に取り組み、注目された。
2015年に立教大学異文化コミュニケーション学部教授に転じ、2016年から大学院異文化コミュニケーション研究科でも教えている。

## 著書

### 単著
- 「精霊の仕業」と「人の仕業」 : ボルネオ島カリス社会における災い解釈と対処法、春風社、2004年
- 帝国医療と人類学、春風社、2006年
- 人と動物、駆け引きの民族誌、はる書房、2011年
- ありがとうもごめんなさいもいらない森の民と暮らして人類学者が考えたこと、亜紀書房、2018年
- モノも石も死者も生きている世界の民から人類学者が教わったこと、亜紀書房、2020年
- ひっくり返す人類学 - 生きづらさの「そもそも」を問う (2024年)

### 共著
- （MOSAとの共著）マンガ人類学講義 : ボルネオの森の民には、なぜ感謝も反省も所有もないのか、日本実業出版社、2020年
- （吉村萬壱、伊藤亜紗との共著）ひび割れた日常 : 人類学・文学・美学から考える、亜紀書房、2020年
- （吉田尚記との共著）何も持ってないのに、なんで幸せなんですか？ - 人類学が教えてくれる自由でラクな生き方、亜紀書房、2025年

### 共編著
- （花渕馨也との共編）文化人類学のレッスン : フィールドからの出発、学陽書房、2005年（増補版、2011年）
- （池田光穂との共編）医療人類学のレッスン : 病いをめぐる文化を探る、学陽書房、2007年
- （椎野若菜、竹ノ下祐二との共編）セックスの人類学、春風社、2009年
- （山口未花子、近藤祉秋との共編）人と動物の人類学、春風社、2012年
- （内堀基光との共編）文化人類学 改訂新版、放送大学教育振興会、2014年
- （チムディン・シンジルトとの共編）動物殺しの民族誌、昭和堂、2016年
- （野田研一との共編）鳥と人間をめぐる思考 : 環境文学と人類学の対話、勉誠出版、2016年
- （石倉敏明との共編）Lexicon現代人類学、以文社、2018年
- （チムディン・シンジルト、近藤祉秋との共編）たぐい : 人間の「外から」人間を考えるポストヒューマニティーズ誌 vol.1、亜紀書房、2019年
- （石井正子、中川理、マーク・カプリオとの共編）移動する人々 : 多様性から考える、晃洋書房、2019年
- （近藤祉秋との共編）たぐい : 人間の「外から」人間を考えるポストヒューマニティーズ誌 vol.2、亜紀書房、2020年
- （近藤祉秋との共編）たぐい : 人間の「外から」人間を考えるポストヒューマニティーズ誌 vol.3、亜紀書房、2021年
- （近藤祉秋、辻陽介との共編）コロナ禍をどう読むか : 16の知性による8つの対話、亜紀書房、2021年

### 翻訳書
- （近藤宏との共同監訳）エドゥアルド・コーン著、森は考える : 人間的なるものを超えた人類学、亜紀書房、2016年
- （近藤祉秋、古川不可知との共訳）レーン・ウィラースレフ著、ソウル・ハンターズ : シベリア・ユカギールのアニミズムの人類学、亜紀書房、2018年
- （監修：古屋美登里訳）カール・ホフマン著、人喰い : ロックフェラー失踪事件、亜紀書房、2019年
- （宮崎幸子との共訳）ティム・インゴルド著、人類学とは何か、亜紀書房、2020年